# Casa Addams
La Casa Addams (in inglese Addams Family House o Addams Family Mansion) è la dimora della famiglia Addams, creata da Charles Addams per le vignette pubblicate sul periodico The New Yorker a partire dal 1938. Si tratta di una dimora ottocentesca in stile vittoriano dall'aspetto tetro e lugubre.
Fin dalle vignette la casa è divenuta un "personaggio" essa stessa, rappresentando il set in cui far muovere l'originale e anticonformista clan degli Addams. La storia fittizia della dimora degli Addams è stata esplorata nei dettagli nella serie televisiva di fine anni novanta La nuova famiglia Addams (The New Addams Family).
Nei film in animazione CGI La famiglia Addams (The Addams Family, 2019) e La famiglia Addams 2 (The Addams Family 2, 2021), la casa degli Addams è un ex manicomio abitato da uno spirito che viene chiamato Spirito della casa (in inglese The spirit of the house), cui lo stesso regista Conrad Vernon presta la voce.

## Storia

### Vignette di Charles Addams
Pur vivendo in una casa che non aveva nulla della dimora degli Addams (fatta eccezione per le collezioni di oggetti insoliti con cui si circondava, armature comprese), Charles Addams era un grande appassionato delle case vittoriane e di quel genere di architetture e disegnava le case delle sue vignette traendo ispirazione da materiali che gli venivano forniti dalla sua amica Dona Guimaraes, curatrice delle sezioni arredamento e tempo libero del New York Times.
La casa degli Addams fa la sua prima apparizione contemporaneamente ai primissimi personaggi della famiglia. Ne vediamo gli interni per la prima volta nella vignetta datata 6 agosto 1938, in cui appaiono per la primissima volta anche Morticia e Lurch aprire la porta a un venditore ambulante di aspirapolvere. Della casa possiamo scorgere solamente l'atrio d'entrata e una scala che porta al secondo piano ed entrambi si presentano fatiscenti e molto trascurati.
Per quanto riguarda l'aspetto esteriore, il prototipo della casa degli Addams è quello presente nella vignetta pubblicata il 21 dicembre 1946 sul New Yorker, nota con il titolo L'olio bollente. La vignetta, dipinta da Addams con grande cura nei dettagli, raffigura la famiglia Addams intenta a versare un liquido bollente (identificato generalmente come olio, ma potrebbe trattarsi di qualsiasi altra sostanza), su un gruppo di persone intente a intonare un canto natalizio davanti alla loro porta di casa, il che viene percepito come una "invasione" del loro territorio. La vignetta è stata poi ripresa all'inizio del primo film diretto da Barry Sonnenfeld, La famiglia Addams (The Addams Family, 1991), dove viene rifatta dagli attori della pellicola. Nelle vignette, la famiglia Addams vive sulla Cemetery Ridge.

### Serie televisiva 1964-1966
Nella serie televisiva degli anni sessanta gli Addams vivono in una tenebrosa villa adiacente un cimitero e una palude, all'indirizzo 0001 Cemetery Lane.
Per girare gli esterni, visibili nel primo episodio Quei poveri draghi! (The Addams Family Goes to School) e in varie fotografie pubblicitarie che ritraggono John Astin davanti al cancello in diverse pose, venne utilizzata una casa realmente esistente all'epoca delle riprese e sita nell'attuale distretto di West Adams a Los Angeles, uno dei più vecchi quartieri della città, costituito da case costruite tra il 1880 e il 1925. La casa venne costruita nel 1887 per conto di Henry Gregory Newhall (allora presidente della The Newhall Land and Farming Company e della California Bank) e nel 1888 appariva già nello stradario di Los Angeles, in quella che allora si chiamava West Adams Street, dal 1894 al numero 747, vicino al St. James Park. Dal 1899 l'indirizzo divenne 735 West 25th Street, e dal 1902 infine 21 Chester Place.
Dopo varie traversie, passaggi di proprietà e vendite, dal 1915 fino ad almeno il 1932, la casa venne affittata realmente a una famiglia di nome Adams (con una "d" sola): James H. Adams, la moglie Lillian, il loro figlio Morgan, la nuora Aileen e i nipoti, Morgan Jr. e James "Peter" H. II. Dal 1936 la casa fu occupata dai coniugi Paul e Helen Grafe, i loro tre figli, un nipote e un cuoco. Quando l'ultima proprietaria della casa, Estelle Doheny, morì, lasciò la casa in eredità alla locale arcidiocesi della chiesa cattolica di Los Angeles, che a sua volta la trasferì al Mount St. Mary’s College nel 1962, lasciando occupare la casa ai Grafe. La famiglia Grafe occupava infatti ancora la casa quando Hollywood cominciò a utilizzarla come set e ancora quando, nel 1964, venne prodotta la serie televisiva La famiglia Addams.
Oltre alla serie della famiglia Addams, la casa venne utilizzata anche in alcune riprese in esterni del film Sette giorni a maggio (Seven Days in May, 1964) e il quinto episodio della quinta stagione della serie televisiva Hazel intitolato The Holdout (1965). Nel 1967, l'arcivescovo di Los Angeles ottenne un permesso di demolizione della casa così da poter ampliare il parco e avere un'area verde sgombra per accogliere la crescita del campus universitario, la casa infatti era l'unica costruzione su quel lato della casa che occupava l'attuale St. James Park W. Nessuno si fece avanti per salvare la storica casa, né venne messa in vendita così da poter essere acquistata e spostata da qualche altra parte e venne così infine demolita tra il giugno e l'ottobre del 1967.
Poiché il terzo piano e il tetto non erano nello stile voluto dalla produzione e da Charles Addams, la casa venne ripresa con sovrapposta una matte painting per modificare l'aspetto dei piani superiori, inserendo anche la caratteristica torre, immagine poi visibile anche negli episodi successivi. Questo compito venne affidato alla compagnia di effetti speciali Howard Anderson Company, che riprese la casa con qualche ritocco (tra cui l'aggiunta dell'inferriata, del cancello e della cassetta delle lettere) così da renderla un po' fatiscente, la ingrandì al formato 76x100cm e fece dipingere le parti superiori della casa al pittore Louis McManus su un vetro che venne posto tra la cinepresa e la casa, così da poter realizzare le riprese in esterni della casa che sarebbero state usate nei successivi episodi della serie. Le altre riprese tagliavano di fatto i piani superiori, rendendo visibile solamente il cancello, il prato e l'ingresso della casa, mentre tutte le successive riprese esterne della casa, dove si vedono solitamente gli ospiti suonare il campanello e Lurch aprire la porta, sono state realizzate in studio con una ricostruzione dell'ingresso.
Gli interni della casa vennero invece realizzati interamente in studio e comprendono alcuni ambienti, tra cui l'ingresso e l'ampio salone (che in realtà era di colore rosa); la serra di Morticia dove coltiva le sue piante, in particolare la pianta carnivora Cleopatra; la stanza delle torture (playroom, cioè "stanza dei giochi" nell'originale); la cucina; la camera di Pugsley, con due avvoltoi dipinti sulla porta e in cui conserva i segnali stradali prelevati dalla strada; la camera di Mercoledì in stile vittoriano; la camera del Cugino Itt, ecc. Al set della casa vennero aggiunti numerosi oggetti bizzarri reperiti dalla produzione, tra cui: la pelle d'orso bianco all'ingresso; un pesce spada con una gamba umana nella bocca; un quadro raffigurante una giraffa in tight che gli Addams spacciano per un loro antenato in un episodio: ecc. Tutti questi accessori sparirono misteriosamente quando il telefilm venne cancellato nel 1966: secondo quanto riferito dagli attori, qualcuno entrò nel set e si appropriò della maggior parte degli oggetti.

### Speciale Scooby
Nell'episodio Scooby-Doo incontra la famiglia Addams (Wednesday Is Missing), della serie animata Speciale Scooby (The New Scooby-Doo Movies), trasmesso il 23 settembre 1972, la famiglia vive in una lugubre casa sita su una collina circondata da una palude su cui sovrasta una eterna fitta nebbia. Oltre alle convenzionali stanze abitate dai vari componenti della famiglia Addams (tra cui la stanza di Gomez il cui letto è privo di materasso e dotato invece di chiodi), l'interno della casa è dotato di numerose stanze nascoste, celate dietro un passaggio segreto, che comprendono un ripostiglio (Closet), abitato da due scheletri; una stanza dei cuccioli (Wednesday's Pet Corner), al cui interno si trova un grosso drago verde; il "laboratorio sperimentale dello Zio Bubbone" (in realtà appartenente a Pugsley, poiché in lingua originale si chiama Pugsly's Experimental Laboratory, con una evidente storpiatura del nome del bambino degli Addams), contenente un laboratorio chimico e delle gabbie con delle cavie da laboratorio; botole, ecc. La casa contiene inoltre un lungo ascensore con il quale si raggiunge la cima della torre.

### Serie animata 1973
Nella serie animata del 1973 la famiglia Addams non vive in una casa, ma gira per gli Stati Uniti a bordo di un camper in stile gotico che ricorda la loro casa. Il camper è dotato di tecnologie inaspettate, ad esempio in grado di scavare un fossato una volta parcheggiato, e dall'architettura impossibile, è più grande all'interno, dotato anche di vasti sotterranei.

### Film per la TV del 1977
Per le riprese, sia in interni che in esterni, della casa nel film per la televisione Halloween con la famiglia Addams (Halloween with the New Addams Family), venne utilizzata una casa vittoriana del 1902, la Higgins-Verbeck-Hirsch Mansion, situata sul Wilshire Boulevard, nell'area dell'Hancock Park di Los Angeles, dato che la casa utilizzata originalmente per il pilot della serie televisiva del 1964, nel 1977 era già stata demolita da diversi anni. 

### Film del 1991
Per il film La famiglia Addams (The Addams Family, 1991), la produzione ha voluto intraprendere una nuova strada, allontanandosi dalla serie televisiva degli anni sessanta, ripartendo direttamente dalle vignette di Charles Addams. Il design della nuova casa degli Addams è stato affidato a Richard MacDonald, che ha voluto imprimere alla casa un tono realistico e maggiormente aristocratico, rispetto alla casa presente nel telefilm, e di sapore tipicamente East Coast, la dimora degli Addams è infatti dotata di un ampio atrio privo di mobili, da cui si accede alle stanze della casa. MacDonald ha scelto di usare solamente colori scuri, principalmente sfumature marrone, per dare alla casa un aspetto tetro, il luogo ideale in cui potessero vivere dei personaggi altrettanto tetri. Disegnare gli esterni della casa si è dimostrato maggiormente complesso, dato che nei disegni originali di Addams la casa non ha mai lo stesso aspetto due volte, MacDonald ha deciso così di dare all'esterno dell'abitazione un aspetto che potesse ricordare lo stile delle vignette di Addams. La casa è stata costruita nello Stought Park di Burbank, Los Angeles, per permettere così a Barry Sonnenfeld di girare gli esterni con lo sfondo del cielo.

### Serie televisiva 1998-1999
Nella serie televisiva degli anni novanta La nuova famiglia Addams (The New Addams Family), la casa della famiglia Addams si trova al 1313 Cemetery Lane. La dimora degli Addams rappresentata in questa serie rappresenta un incrocio tra quella delle vignette di Addams, quella della serie televisiva degli anni sessanta e quella dei film. Come già mostrato nel film per la televisione del 1977 Halloween con la famiglia Addams e nel film del 1991, la casa è ora vicino a un cimitero, inoltre sono state aggiunti passaggi segreti e stanze nascoste, contando in tutto 26 o 27 stanze ed è molto più grande all'interno che all'esterno.

### Musical 2010

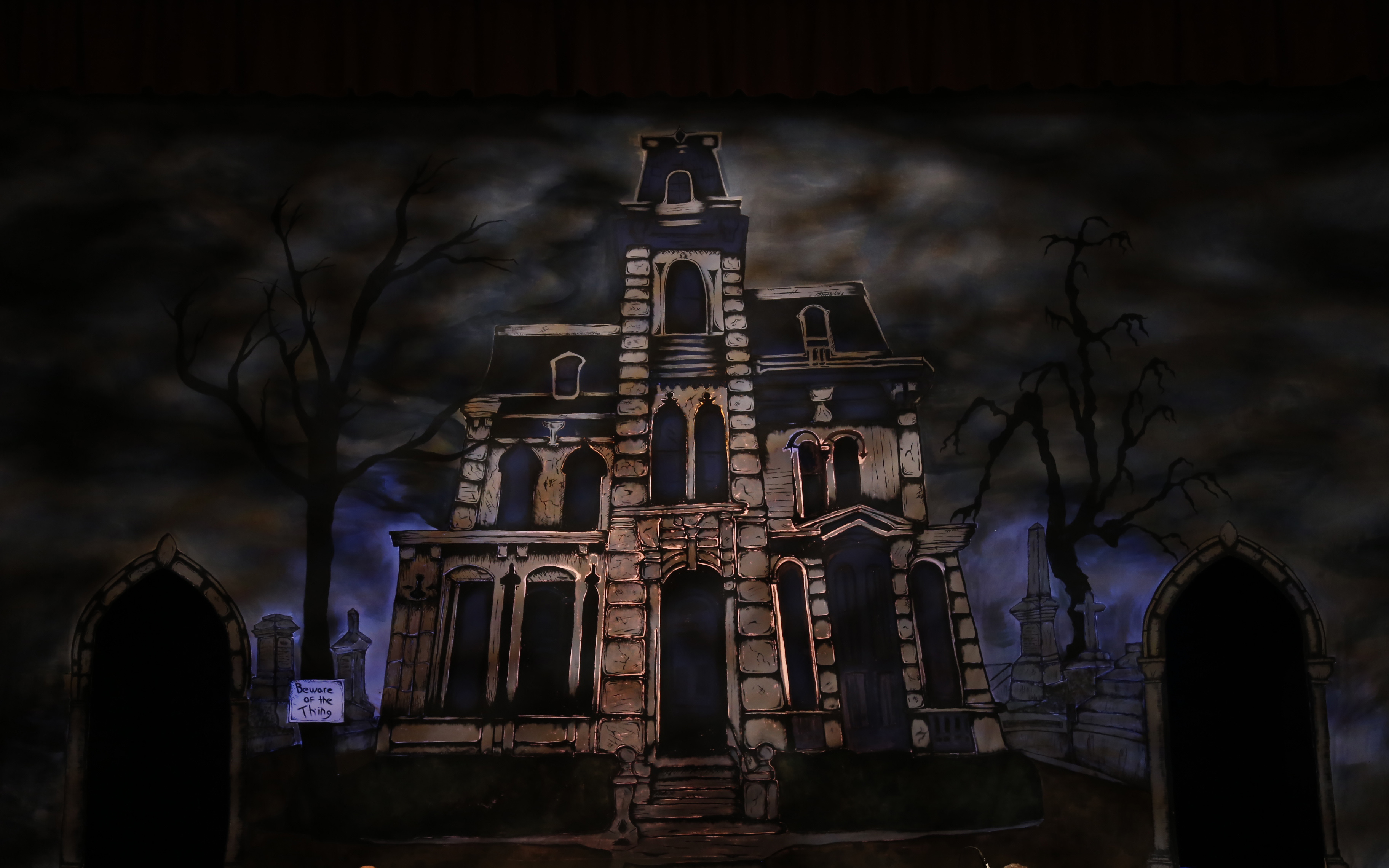
La casa degli Addams in un'edizione del musical del 2016

Nel musical del 2010 la casa è sita a Central Park.

### Film 2019
Nel film in animazione CGI del 2019 La famiglia Addams (The Addams Family), la casa degli Addams è un ex manicomio abbandonato sito in un'area non meglio precisata del New Jersey, che viene scoperto casualmente da Gomez e Morticia in fuga dopo il loro matrimonio, dopo aver investito Lurch, un paziente della casa di cura fuggito ancora in camicia di forza. Si presenta fatiscente, sovrastante una ripida collina perennemente circondata dalla nebbia, a causa della palude sottostante.
Gomez, Morticia e Mano vi prendono dimora assumendo istantaneamente l'illeso Lurch come maggiordomo. La casa inoltre è abitata (e in parte animata) da uno spirito che urla frequentemente "Andate via!" ai suoi ospiti e che anima anche il cancello, che si apre a ghigliottina, come delle fauci, che vengono nutrite a base di carne cruda da Morticia. La casa viene trattata dagli Addams come un membro della famiglia e al mattino Morticia le serve il caffè versandolo nel water.
La casa degli Addams del nuovo film non è quindi, a differenza dei media precedenti, la secolare magione avita che la famiglia Addams abita da generazioni, ma una dimora che la coppia di sposi novelli formata da Morticia e Gomez sceglie per insediarvi la propria famiglia e nella quale abita da sola, con i due figli Mercoledì e Pugsley, il maggiordomo Lurch e il fedele tuttofare Mano, mentre gli altri abituali membri della famiglia, lo Zio Fester, la Nonna Addams e il Cugino Itt, vi risiedono solo quali ospiti temporanei.

## Accessori della casa
- Cancello: il cancello (chiamato Cancello dagli Addams, Gate nell'originale) di casa Addams dimostra spesso essere senziente, afferrare gli ospiti per la coda della giacca, aprirsi o chiudersi di propria volontà e persino piangere quando la famiglia è costretta ad abbandonare la casa nel film La famiglia Addams del 1991. Nel film in animazione CGI del 2019 il cancello è parte integrante della casa, animata da uno spirito, e viene puntualmente nutrito con carne cruda da Morticia.
- Cassetta della posta: La cassetta delle lettere in alcuni media della famiglia Addams dimostra di essere senziente e arrivare ad aggredire il postino cercando di morderlo, come avviene ad esempio nel film La famiglia Addams si riunisce del 1998.
- Organo a canne/pianoforte/spinetta: in alcuni media, come la serie animata degli anni settanta, i film diretti da Barry Sonnenfeld negli anni novanta o il film in animazione CGI del 2019, la casa è dotata di un organo a canne suonato da Lurch. In altri media, come ad esempio la serie televisiva degli anni sessanta, Lurch suona una spinetta.
- Scatole di Mano: nella serie televisiva degli anni sessanta e nella seguente serie animata degli anni settanta, la casa e il camper degli Addams sono cosparse ovunque di sale e altri anfratti da cui sbuca Mano. A partire dai film degli anni novanta Mano non necessita più di questi escamotage, poiché, grazie agli effetti speciali maggiormente evoluti, si muove liberamente per la casa "camminando" sulle proprie dita.

## Stanze della casa
- Cucina: la cucina è l'antro in cui opera la Nonna, dove ella prepara le sue pozioni e il cibo per i famigliari. Nella serie televisiva degli anni sessanta, l'aspetto della cucina degli Addams è quello di una comune cucina americana del periodo. Nei film di Sonnfel degli anni novanta, la cucina è più simile all'antro di una strega.
- Sala delle torture: la casa degli Addams è dotata di una fornita sala delle torture, che, nel telefilm degli anni sessanta, la famiglia chiama "sala giochi" e nella quale gli Addams si recano per distrarsi e rilassarsi.
- Serra: alla casa degli Addams è annessa una serra in cui Morticia coltiva le sue piante, in particolare la pianta carnivora Cleopatra e le rose, di cui Morticia pota i boccioli per conservare i gambi spinosi.
- Trenino: in una stanza apposita, Gomez conserva il plastico di un trenino, in cui fa correre due convogli che finisce sempre per far scontrare tra loro.
- Stanza di Morticia e Gomez
- Stanza dello Zio Fester
- Stanza di Mercoledì
- Stanza di Pugsley
- Stanza di Lurch: nel film in animazione in CGI del 2019, Lurch dorme in una stanza imbottita di materassi, ricordo del suo passato da internato in manicomio.
- Stanza del Cugino Itt: nella serie televisiva degli anni sessanta, il Cugino Itt da ospite occasionale diviene un componente fisso della famiglia Addams e ha quindi anche una propria stanza nella soffitta della casa. La sua stanza è di dimensioni ridotte, adatta alla sua altezza, e tutti gli altri ospiti, quando vanno a fargli visita, per entrare nella stanza devono chinarsi.

## Merchandising
- Nel 1964 la ditta di kit per modellismo Aurora Plastics Corp. commercializza un kit per costruire la casa degli Addams ispirata a quella visibile nel telefilm.[11][12] La casa è in scala 1:87, si intitola The Addams Family Haunted House ("La casa degli Addams infestata"), ha il numero di catalogo 805-198 e viene originalmente venduto per $1.98.[12][13][14] Il kit, oltre ai pezzi per costruire l'edificio, contiene anche una serie di fantasmi da far sporgere dalle finestre della casa.[12] Una volta costruita la casa misura 8" (circa 20cm) di altezza e 7" (circa 18cm) di larghezza alla base.[12]
- Department 56 ha realizzato un set comprendente la casa degli Addams e i personaggi della famiglia Addams per realizzare un diorama che ritrae tutta la famiglia con sullo sfondo la casa.[15] I personaggi sono ispirati alle vignette originali di Charles Addams.[15]

## Influenze
- Alfred Hitchcock, ammiratore e amico di Charles Addams, di cui possedeva anche alcuni disegni originali, omaggiò la casa degli Addams, così come figurava nelle vignette originali, traendovi ispirazione per la casa del serial killer Norman Bates nel film Psyco (Psycho, 1960).[16]